# Maximilian Adler
Maximilian Adler (21. září 1884 České Budějovice – 16. října 1944 Auschwitz) byl klasický filolog a vysokoškolský učitel, který se stal obětí holokaustu.

## Život
Maxmilián Adler, syn obchodníka Jakoba Adlera, rodáka z Neznašova, vystudoval německé státní gymnázium v Českých Budějovicích a klasickou filologii a filozofii na vídeňské univerzitě. V roce 1906 získal doktorát disertací o Plútarchově spisu De facie in orbe lunae. Po absolutoriu působil jako lektor na univerzitě v Halle a jako učitel na dívčí střední škole v Praze.
Kromě vyučování se Adler zabýval studiem Plútarcha a stoické filozofie. Zvláštní pozornost věnoval spisům židovsko-řeckého filozofa a spisovatele Filóna Alexandrijského. V roce 1930 se Adler habilitoval na pražské Německé univerzitě a od té doby na této univerzitě přednášel klasickou filologii. V roce 1937 byl jmenován docentem.
Dne 10. ledna 1939 byl suspendován. Dne 6. března 1943 byl deportován do ghetta v Terezíně. V ghettu vedl oddělení školství a učil židovské děti. V říjnu 1944 byl jedním z posledních transportů převezen do Auschwitzu a tam byl 16. října 1944 zavražděn.

## Dílo (výběr)
- Quibus ex fontibus Plutarchus libellum ‚De facie in orbe lunae‘ hauserit. Wien 1910 (Dissertationes philologae Vindobonenses 10,2)
- Stoicorum veterum fragmenta. Vol. 4: Quo indices continentur. Leipzig 1924
- Studien zu Philon von Alexandreia. Breslau 1929